# Red Hat Enterprise Linux
Red Hat Enterprise Linux (ofta förkortad RHEL) är en kommersiell Linux-distribution skapad år 2002 av Red Hat och som i första hand är riktad mot företagsmarknaden. Det är en vidareutveckling av Red Hat Linux-projektet med bland annat bättre tekniskt stöd och uppdateringar via Red Hat Network (RHN). Operativsystemets installationsmedia innehåller både färdigbyggda binärfiler såväl som källkod. Fram till och med RHEL 4 fanns det tre (eller fler) olika varianter av operativsystemet. I och med RHEL 5 finns det två huvudgrupper: Server och Cellgifter.
Fram till och med slutet av 2003 var Red Hat Linux ett tillägg, men ersattes av Fedora Core (nuvarande Fedora).

## Versioner
| Version                      | Släppdatum                        | Slut på produktstöd |
| ---------------------------- | --------------------------------- | --- |
| Red Hat Enterprise Linux 2.1 | 26 mars 2002 (AS) 1 maj 2003 (ES) | 30 november 2004 (Slut på Production 1) 31 maj 2005 (Slut på Production 2) 31 maj 2009 (Slut på Production 3 / Slut på Regular Life Cycle)                                                  |
| Red Hat Enterprise Linux 3   | 23 oktober 2003                   | 20 juli 2006 (Slut på Production 1) 30 juni 2007 (Slut på Production 2) 31 oktober 2010 (Slut på Production 3 / Slut på Regular Life Cycle) 30 januari 2014 (Slut på Extended Life Cycle)   |
| Red Hat Enterprise Linux 4   | 14 februari 2005                  | 31 mars 2009 (Slut på Production 1) 16 februari 2011 (Slut på Production 2) 29 februari 2012 (Slut på Production 3 / Slut på Regular Life Cycle) 31 mars 2017 (Slut på Extended Life Cycle) |
| Red Hat Enterprise Linux 5   | 15 mars 2007                      | 8 januari 2013 (Slut på Production 1) 31 januari 2014 (Slut på Production 2) 31 mars 2017 (Slut på Production 3 / Slut på Regular Life Cycle) 31 mars 2020 (Slut på Extended Life Cycle)    |
| Red Hat Enterprise Linux 6   | 10 november 2010                  | Q2 2016 (Slut på Production 1) Q2 2017 (Slut på Production 2) 30 november 2020 (Slut på Production 3 / Slut på Regular Life Cycle) 30 november 2023 (Slut på Extended Life Cycle)           |
| Red Hat Enterprise Linux 7   | 10 juni 2014                      | Q4 2019 (Slut på Production 1) Q4 2020 (Slut på Production 2) 30 juni 2024 (Slut på Production 3 / Slut på Regular Life Cycle) 30 juni 2027 (Slut på Extended Life Cycle)                   |

Gamla versioner är normalt ej supportade, men för RHEL3 och RHEL4 kan man fortfarande få produktstöd för vissa paket medan versionen fortfarande ligger under Extended Life Cycle genom tilläggsabonnemang, Extended Life Cycle Support.
Källa: https://access.redhat.com/support/policy/updates/errata/#Life_Cycle_Dates